# Janusz Pasterski
Janusz Tomasz Pasterski – polski literaturoznawca, profesor nauk humanistycznych. Specjalizuje się w historii literatury polskiej XX w. Profesor w Instytucie Polonistyki i Dziennikarstwa na Kolegium Nauk Humanistycznych Uniwersytetu Rzeszowskiego, gdzie pełni funkcję dyrektora oraz pracownika w Zakładzie Literatury Polskiej XX i XXI Wieku. Prorektor ds. Kolegium Nauk Humanistycznych Uniwersytetu Rzeszowskiego od 1 września 2024.
Stopień doktora uzyskał w 1999 na podstawie pracy pt. Twórczość literacka Stefana Napierskiego (promotorem był prof. Zbigniew Andres). Habilitował się w 2012 na podstawie oceny dorobku naukowego i rozprawy pt. Inne wyzwania. Poezja Bogdana Czaykowskiego i Andrzeja Buszy w perspektywie dwukulturowości. 4 stycznia 2021 roku decyzją prezydenta RP otrzymał tytuł naukowy profesora.

## Odznaczenia
- Srebrny Krzyż Zasługi (2017)[6]